# Sternbergia
Sternbergia (Sternbergia) – rodzaj roślin z rodziny amarylkowatych. Obejmuje 7–8 gatunków. Rośliny te występują w południowej Europie i południowo-zachodniej Azji, na obszarze od Hiszpanii po Kaszmir, na południu sięgając po Jordanię. Rosną na miejscach skalistych, na suchych stepach i w widnych lasach. Większość gatunków uprawiana jest jako rośliny ozdobne, kwitnące jesienią. Rodzaj nazwany został dla upamiętnienia czeskiego botanika Kaspara Grafa von Sternberg (1761–1838).

## Morfologia

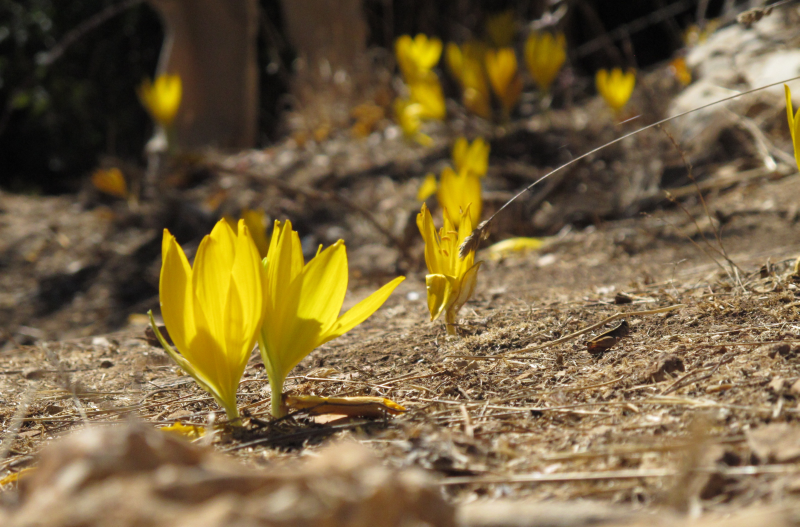
Sternbergia Klusjusza

PokrójByliny z cebulami, z których wyrasta pęd kwiatonośny o wysokości do 15 cm lub bezpośrednio kwiat.
LiściePłaskie, zawsze tylko odziomkowe, o długości do 20 cm. U niektórych gatunków w czasie kwitnienia liści już brak.
KwiatyPojedyncze, okazałe, żółte lub białe, podobne do kwiatów krokusów. Okwiat składa się z 6 listków o podobnej długości, u nasady zrośniętych w krótką rurkę. Pręcików jest 6, o nitkach prostych i zwykle krótszych od okwiatu. Zalążnia dolna powstaje z trzech owocolistków. W każdej z komór rozwijają się liczne zalążki. Pojedyncza szyjka słupka jest prosta lub wygięta.
OwoceTorebki z licznymi, kulistymi nasionami. U niektórych gatunków nasiona wyposażone są w elajosomy, dzięki czemu przenoszone są przez mrówki.

## Systematyka
Pozycja systematyczna
Rodzaj z plemienia Narcisseae, podrodziny amarylkowych Amaryllidoideae z rodziny amarylkowatych Amaryllidaceae. W przeszłości w różnych systemach klasyfikowany był w szeroko ujmowanej rodzinie liliowatych. Ostatni z odkrytych gatunków z tego rodzaju opisany został w 1979 roku z Turcji (S. candida).
Wykaz gatunków
- Sternbergia candida B.Mathew & T.Baytop – sternbergia biała
- Sternbergia clusiana (Ker Gawl.) Ker Gawl. ex Spreng. – sternbergia Klusjusza
- Sternbergia colchiciflora Waldst. & Kit. – sternbergia zimowitowata
- Sternbergia lutea (L.) Ker Gawl. ex Spreng. – sternbergia żółta[9]
- Sternbergia minoica Ravenna
- Sternbergia pulchella Boiss. & Blanche
- Sternbergia schubertii Schenk
- Sternbergia vernalis (Mill.) Gorer & J.H.Harvey – sternbergia Fischera